# Federico Bahamontes

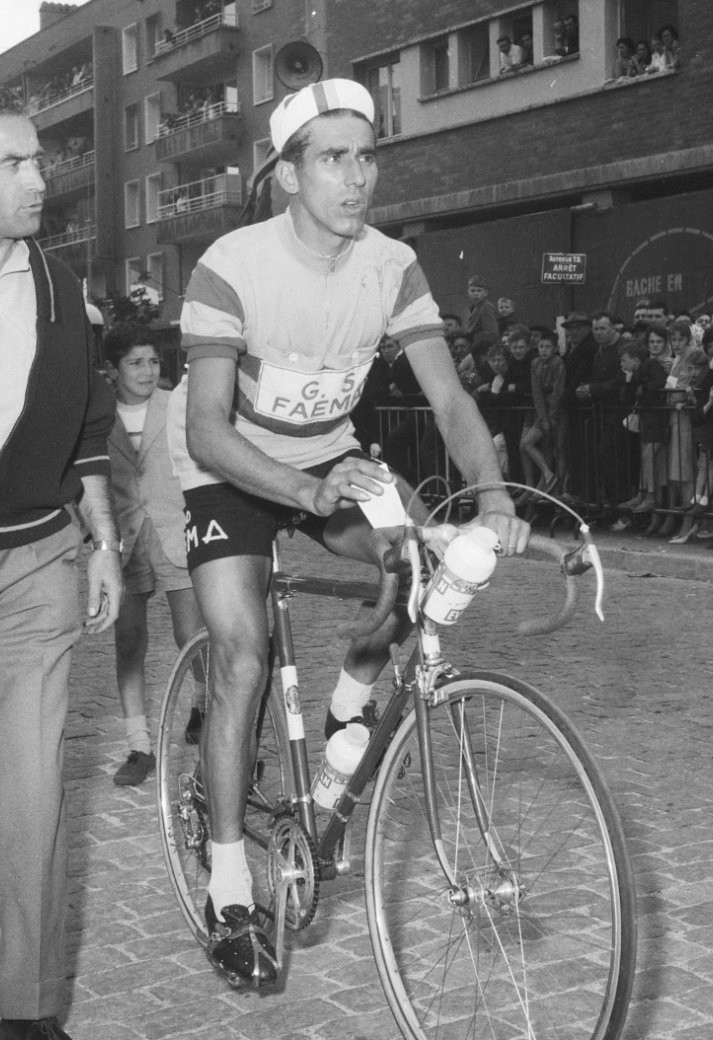
Federico Bahamontes während der Tour de France 1960

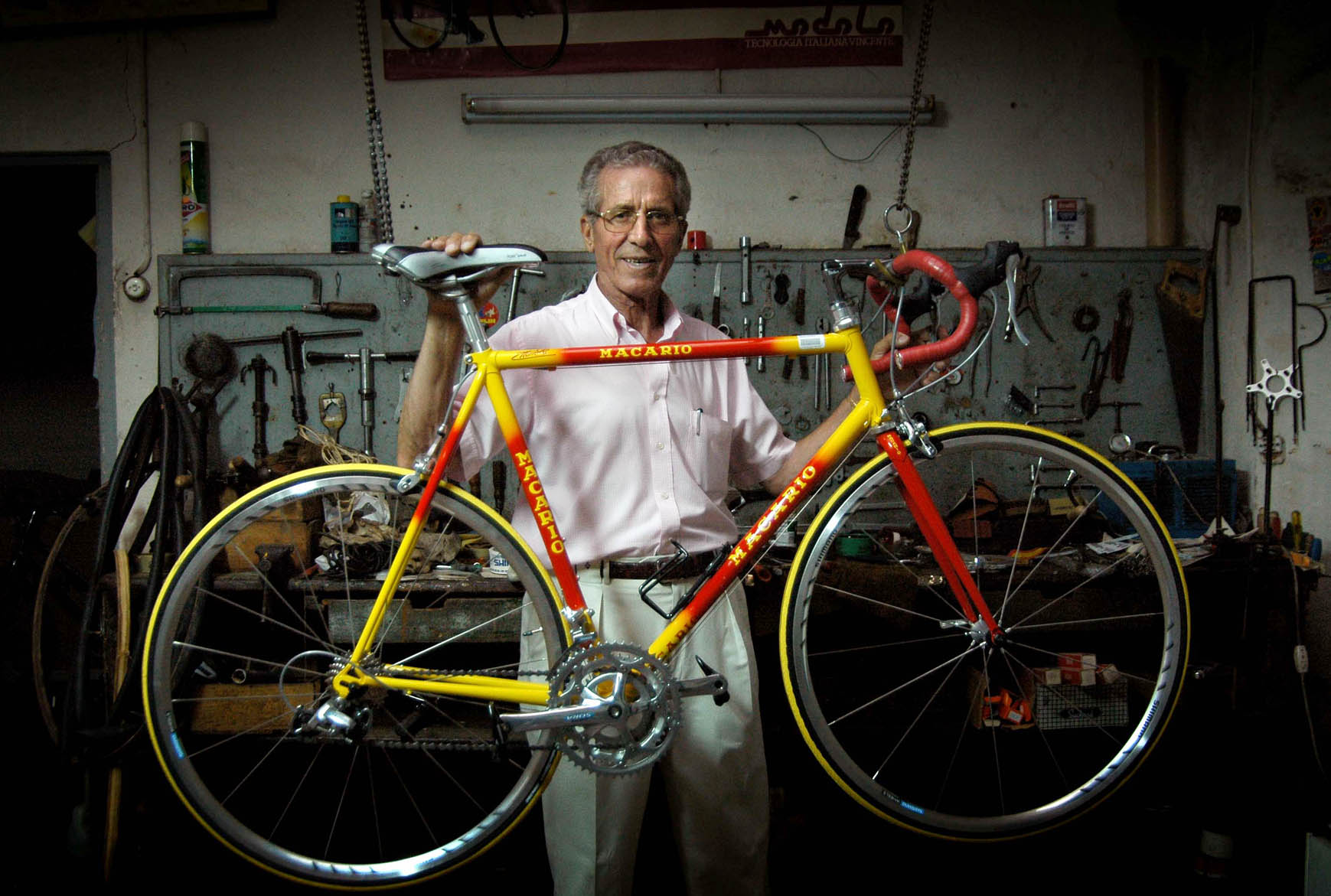
Bahamontes in seinem Fahrradgeschäft (2005)

Federico Martín Bahamontes (* 9. Juli 1928 in Santo Domingo-Caudilla, Toledo; † 8. August 2023 in Valladolid; eigentlich Alejandro Martín Bahamontes) war ein spanischer Radrennfahrer und der erste Spanier, der die Tour de France gewann.

## Karriere
Er gewann sein erstes Radrennen 1947, es war der Grand Prix de Toledo. Bahamontes gilt als einer der besten Bergfahrer aller Zeiten, was auch sechs gewonnene Bergwertungen bei der Tour de France bestätigen. Diese Tatsache brachte ihm den Spitznamen „Der Adler von Toledo (el águila de Toledo)“ ein.
Legendär wurde er durch seine Attacken an steilen Berghängen, bei denen er das Feld oft um Minuten abhängte. Allerdings verspielte er auf den Abfahrten durch Übervorsichtigkeit oft den Vorsprung, den er sich an den Anstiegen erarbeitet hatte und wurde hierfür auch kritisiert. Eine Anekdote, Bahamontes habe auf einem Pass der Tour de France sogar einmal ein Speiseeis gekauft und gegessen, wurde von ihm zum Teil bestätigt: Er habe an diesem Berg 14 Minuten Vorsprung gehabt, als ihm auf derselben Laufradseite zwei Speichen gebrochen seien. Während er auf die Reparatur gewartet habe, sei ihm ein Eishändler aufgefallen, und er habe entschieden, ein Eis zu essen.
Nachdem er bereits in den Jahren 1954 und 1958 die Bergwertung der Tour de France gewonnen hatte, widmete er sich im Jahr 1959 konsequenter der Gesamtwertung und errang als erster Spanier den Gesamtsieg, den größten Erfolg seiner Karriere, und wiederum die Bergwertung. Er konnte den Tour-Sieg nicht mehr wiederholen, gewann aber noch in den Jahren 1962, 1963 und 1964 drei weitere Male die Bergwertung. 51-mal überquerte Bahamontes als Erster einen der großen Cols der Tour. 1955, sowie 1962 bis 1964 gewann er das Bergzeitfahren Mont Faron. 1954 und 1961 gewann er Nizza–Mont Agel.
In der Vuelta a España 1960 lag Bahamontes nach der 13. Etappe auf Siegkurs. Einer seiner Helfer wurde nach Kontrollschluss aus dem Rennen ausgeschlossen. Bahamontes empfand dies als Schikane, protestierte und drohte seinen Rückzug aus der Rundfahrt an. Die Jury revidierte ihre Entscheidung nicht. Auf der nächsten Etappe kam Bahamontes mit mehr als einer Stunde Rückstand an und stieg aus dem Rennen aus. Die nächsten vier Jahre weigerte er sich, in der Vuelta zu starten.
Insgesamt errang er bei Straßenrennen 97 Siege in seiner Laufbahn, dazu kamen einige Erfolge bei Bahnrennen. 1964 siegte er im Sechstagerennen von Madrid mit Rik Van Steenbergen als Partner.
Nach seiner Karriere als Rennfahrer übernahm er die Organisation des Etappenrennens Vuelta a Toledo in seiner Heimatregion. Er übte diese Tätigkeit bis zur Austragung des Jahres 2015 aus, bevor er aus Altersgründen im Alter von 87 Jahren zurücktrat.
Seit dem Tod von Roger Walkowiak im Februar 2017 war Bahamontes der älteste lebende Gesamtsieger der Tour de France. Er starb am 8. August 2023 in Valladolid im Alter von 95 Jahren. In Valladolid und Toledo wurden die Flaggen auf halbmast gesetzt. Er wurde im Rathaus von Toledo aufgebahrt, wo auch ein Kondolenzbuch ausgelegt wurde.

## Ehrungen

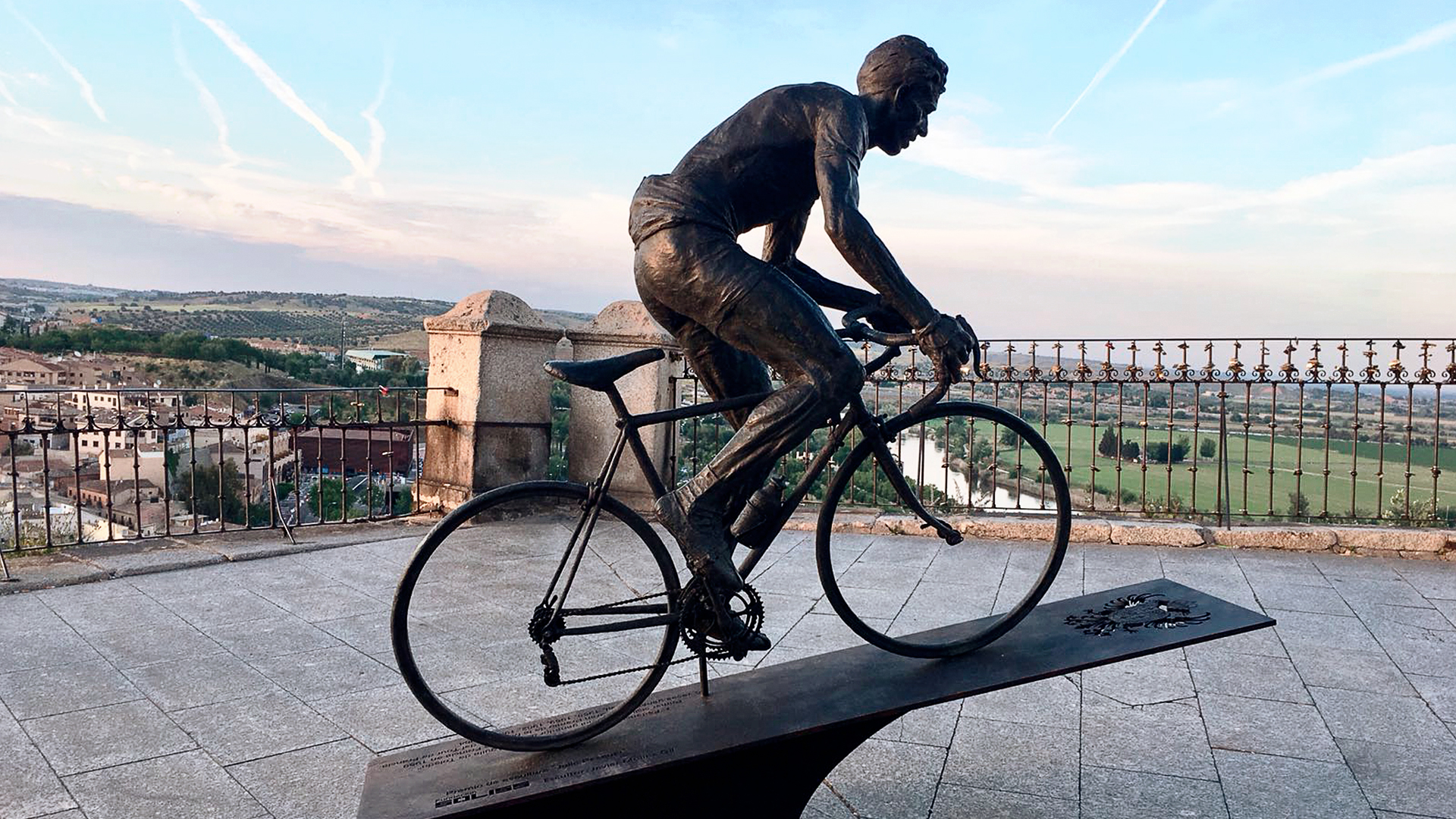
Bahamontes-Denkmal in Toledo

2015 widmete ihm die Gemeinde Olías del Rey, in der Bahamontes ein örtliches Radrennen unterstützt hatte, eine Skulptur. Zu Bahamontes’ 90. Geburtstag wurde 2018 in der Altstadt Toledos eine lebensgroße Statue von ihm aufgestellt. Sie wurde bald Opfer von Vandalismus, aber 2019 wieder repariert. Auch auf einem Denkmal am Col du Portillon für die spanischen Sieger der Tour de France wird er gewürdigt.

## Sonstiges
Bahamontes wurde ursprünglich auf den Vornamen Alejandro getauft, aber auf Wunsch eines gleichnamigen Onkels, der als Oberhaupt der Familie galt, von Kindheit an Federico genannt. Im Laufe seines Lebens benutzte er beide Vornamen in offiziellen Dokumenten. Im Gegensatz zu vielen Personen im spanischen Namenssystem wurde er nicht unter dem Familiennamen seines Vaters, Martín, sondern unter dem deutlich selteneren Familiennamen der Mutter, Bahamontes, bekannt.

## Erfolge (Auswahl)
- Tour de France 1959
- 6 × Bergwertung Tour de France: 1954, 1958, 1959, 1962, 1963 und 1964
- 7 × Tour-de-France-Etappen
- 2 × Bergwertung Vuelta a España: 1957 und 1958
- 1 × Bergwertung Giro d’Italia: 1956
- 1 × Bergwertung Tour de Suisse: 1959
- 2 × Asturien-Rundfahrt: 1955 und 1957
- Spanischer Meister – Straßenrennen: 1958
- Spanischer Meister – Bergrennen: 1959
- Tour du Sud-Est 1965

## Grand-Tour-Platzierungen
| Grand Tour            | 1954 | 1955 | 1956 | 1957 | 1958 | 1959 | 1960 | 1961 | 1962 | 1963 | 1964 | 1965 |
| --------------------- | ---- | ---- | ---- | ---- | ---- | ---- | ---- | ---- | ---- | ---- | ---- | ---- |
| Vuelta a EspañaVuelta | –    | –    | 4    | 2    | 6    | DNF  | DNF  | –    | –    | –    | –    | 10   |
| Giro d’ItaliaGiro     | –    | –    | DNF  | –    | 17   | –    | –    | –    | –    | –    | –    | –    |
| Tour de FranceTour    | 25   | –    | 4    | DNF  | 8    | 1    | –    | –    | 14   | 2    | 3    | –    |